# Capitaine de chasses
De Capitaine de chasses  ("kapitein van de jacht") is een titel uit de tijd van het Ancien régime, gegeven aan hen die die waakten over adele of koninklijke jachtgebieden, veelal Capitaineries genoemd.
Een Capitaine de chasses was verantwoordelijk voor het organiseren en beheren van jachtexpedities voor de koninklijke hofhouding. De jacht was een belangrijk sociaal en politiek tijdverdrijf, en het koninklijk hof organiseerde vaak uitgebreide jachtpartijen om zowel te recreëren als om sociale banden te versterken en politieke relaties te onderhouden. De Capitaine de chasses had de taak om de jachtexpedities te coördineren, de jachtgebieden te beheren en ervoor te zorgen dat alles soepel verliep tijdens jachtpartijen.
De positie van de Capitaine de chasses was meestal gereserveerd voor de adel en was een prestigieuze functie aan het koninklijk hof. Het gaf de persoon toegang tot de hoogste kringen van de samenleving en bood de mogelijkheid om de gunst van de koning te winnen. 